# 알바니아의 정당
알바니아의 정당 목록이다. 현재 알바니아의 경우 다당제로 운영하고 있으며, 1991년에 설립된 알바니아 사회당과 1990년에 설립된 알바니아 민주당이 있다.

## 주요 정당
- 알바니아 사회당 - 사회민주주의, 유럽통합주의 정당
- 알바니아 민주당 - 보수주의, 유럽통합주의 정당
- 사회운동통합당 - 사회민주주의, 유럽통합주의 정당
- 정의통합단결당 - 민족주의, 사회보수주의 정당
- 알바니아 사회민주당 - 사회민주주의 정당

## 비주류 정당
- 알바니아 기독교민주주의 운동 - 보수주의, 경제자유주의, 유럽회의주의 정당
- 알바니아 국민전선 - 민족주의, 보수주의, 반공주의 정당
- 알바니아 기독교민주당 - 기독교민주주의 정당
- 알바니아 공산당 - 공산주의, 마르크스-레닌주의 정당
- 알바니아 기독민주당  - 기독교민주주의 정당
- 알바니아 민주동맹당 - 자유주의, 중도주의 정당
- 환경운동농민당 - 농민주의 정당
- 알바니아 녹색당 - 녹색 정치 정당
- 합법운동당 - 사회보수주의 정당
- 알바니아 자유민주연합 - 자유주의, 사회민주주의 정당
- 알바니아 천칭당 - 사회자유주의, 유럽통합주의 정당
- 유럽 통합을 위한 마케도니아 동맹 - 지역주의, 보수주의 정당
- 알바니아 연대운동
- 새로운 민주주의 정신 - 자유주의, 보수주의 정당
- 적색과 검은색 연합 - 민족주의 정당
- 알바니아 노동자재조직당
- 알바니아 공화당 - 보수주의, 유럽통합주의 정당
- SFIDA! - 중도주의 정당
- 알바니아 사회민주주의당 - 사회민주주의 정당
- 인권단체연합 - 사회자유주의, 유럽통합주의 정당